# Хор Латвійського радіо
Хор Латвійського радіо (латис. Latvijas Radio koris) — радіоансамбль Латвійського радіо, професійний камерний хор, заснований 1940 року латвійським диригентом Теодором Калнінсом.
Хором також керували Едгарс Рачевскіс (1963—1986) і Юріс Кявіньш (1987—1992). З 1992 року хор мав двох диригентів — музичного директора та головного диригента.
Наразі хор налічує 24 співаки під керівництвом Сіґвардса Клява і Каспарса Путніньша.

## Діяльність
Колектив постійно виступає на міжнародних музичних форумах, таких як Baltic Sea Festival, Klangspuren, La musica, Ultima, Венеційська бієнале та в престижних концертних залах — амстердамських Concertgebouw та Musiekgebouw, берлінському Konzerthaus, паризькому Театрі Єлисейських полів. Альбом, записаний у 2011 році спільно хором Латвійського Радіо та камерним оркестром «Sinfonietta Riga», отримав музичну нагороду Grammy в категорії «Найкращий хоровий запис».
2015 року в Національній філармонії України хор давав концерт, приурочений до відкриття культурної програми головування Латвії в ЄС.